# N’Dlondougou
N’Dlondougou es una comuna del círculo de Dioila, región de Kulikoró, Malí. Su capital es Mena. Su población era de 21.830 habitantes en 2009.